# Trans-Pecos
Le Trans-Pecos est une région située à l'ouest de l'État du Texas aux États-Unis. Elle est bordée à l'est par un affluent du Rio Grande, le Pecos. Elle est ainsi définie, par le géologue Robert T. Hill (en), comme étant la région du Texas, à l'ouest du Pecos. La région est également connue sous le nom de Far West Texas, une subdivision de l'ouest du Texas. La frontière avec le Mexique se trouve au sud de la région. Il s'agit d'une région de montagnes (Guadalupe Mountains) et de plateaux arides ou semi-arides. Le Trans-Pecos est connu pour le parc national de Big Bend et le désert de Chihuahua.